# 徐秋萍
徐秋萍（1984年8月29日—）生于中国上海，是一位中华人民共和国残疾人奥林匹克运动会田賽和徑賽运动员。 由于她的大脑神经受损，因而其右手无法动弹。 
徐秋萍曾參加2008年夏季残疾人奥林匹克运动会F37/38铅球比赛，並獲得第六位。她後來又在2012年夏季残疾人奥林匹克运动会上奪得F37铁饼和铅球银牌。由於倫敦殘奧會上的表現，他被上海市人民政府记个人一等功。徐秋萍还奪得2011年世界帕拉田徑錦標賽上的一枚金牌和一枚铜牌。 